# Вудсия
Вудсия (лат. Woodsia) — род папоротников семейства Вудсиевые (Woodsiaceae) порядка Многоножковые (Polypodiales).
Род назван в честь английского ботаника Джозефа Вудса.

## Ботаническое описание

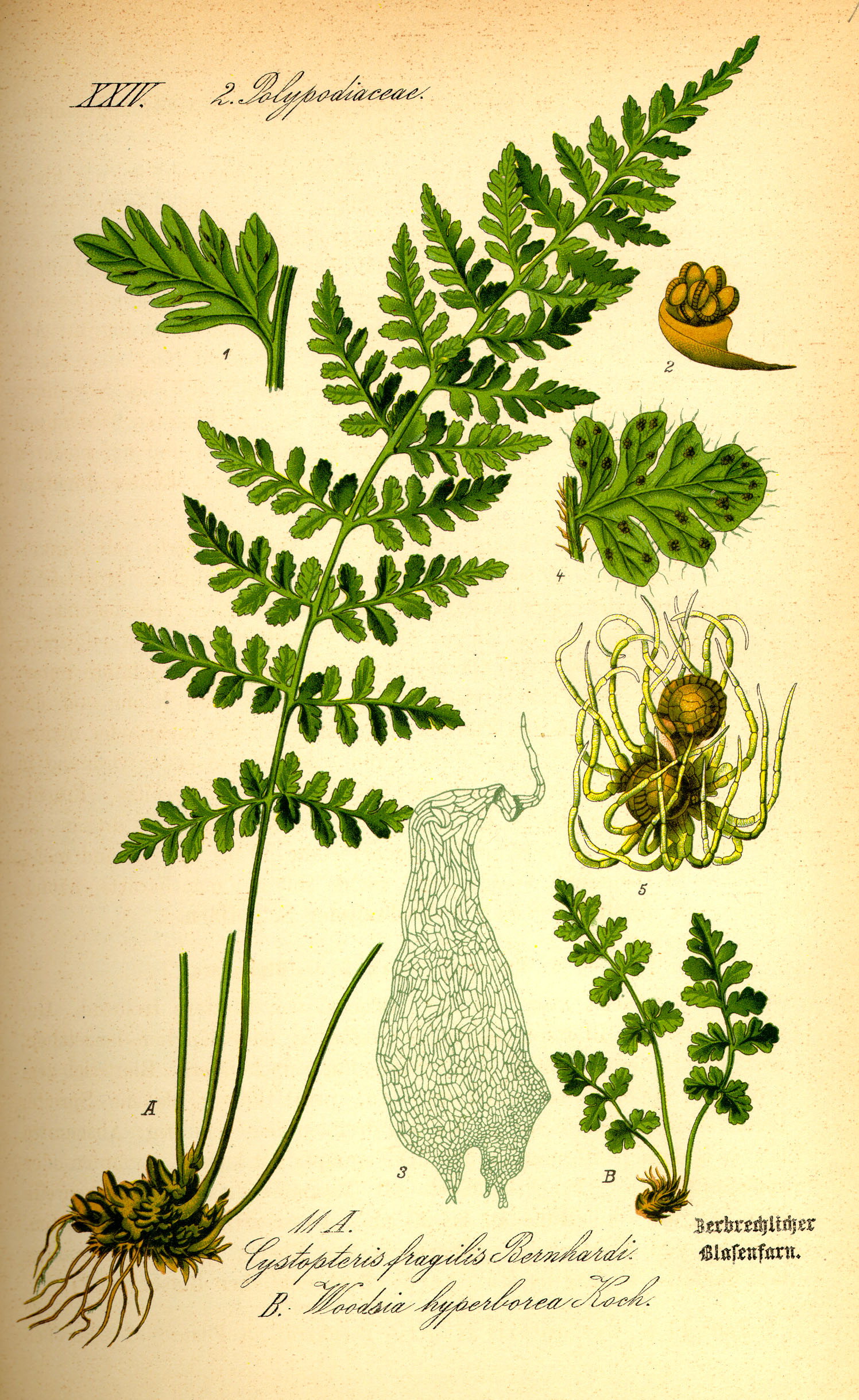
Вудсия альпийская (Woodsia alpina) (под буквой B).

Ваи двояко-перистые. Спорангии без верхнего покрывала. Сорусы округлой формы.

## Ареал
Обитает в Скандинавии, Гималаях, в горах Европы, Северной Америки. В России
встречается на Дальнем Востоке, в горах Урала, Восточной Сибири, Северного Кавказа.

## Виды
По информации базы данных The Plant List (на июль 2016 года), род включает 43 вида:
- Woodsia acuminata Sipliv.
- Woodsia alpina (Bolton) Gray — Вудсия альпийская
- Woodsia andersonii (Bedd.) Christ
- Woodsia angolensis Schelpe
- Woodsia appalachiana T.M.C.Taylor
- Woodsia burgessiana Gerrard
- Woodsia canescens (Kunze) Mett.
- Woodsia cinnamomea Christ
- Woodsia cochisensis Windham
- Woodsia cycloloba Hand.-Mazz.
- Woodsia cystopteroides Windham & Mickel
- Woodsia elongata Hook.
- Woodsia glabella R.Br. ex Richardson — Вудсия гладковатая
- Woodsia × gracilis Butters
- Woodsia hancockii Baker
- Woodsia himalaica Ching & S.K.Wu
- Woodsia ilvensis (L.) R.Br. — Вудсия эльбская
- Woodsia indusiosa Christ
- Woodsia intermedia Tagawa
- Woodsia kangdingensis H.S.Kung, L.B.Zhang & X.S.Guo
- Woodsia × kansana R.L.Brooks
- Woodsia lanosa Hook.
- Woodsia macrochlaena Mett. ex Kuhn
- Woodsia manchuriensis Hook. — Вудсия маньчжурская
- Woodsia mexicana Fée
- Woodsia mollis (Kaulf.) J.Sm.
- Woodsia montevidensis (Spreng.) Hieron.
- Woodsia neomexicana Windham
- Woodsia oblonga Ching & S.H.Wu
- Woodsia obtusa Torr.
- Woodsia okamotoi Tagawa
- Woodsia oregana D.C.Eaton
- Woodsia phillipsii Windham
- Woodsia pilosa Ching
- Woodsia plummerae Lemmon
- Woodsia polystichoides D.C.Eaton — Вудсия многорядниковая
- Woodsia rosthorniana Diels
- Woodsia scopulina D.C.Eaton
- Woodsia shensiensis Ching
- Woodsia sinica Ching
- Woodsia subcordata Turcz.
- Woodsia taishanensis F.Z.Li & C.K.Ni
- Woodsia viridis Ching

Вид Вудсия ломкая (Woodsia fragilis Ching) признан синонимом вида Woodsia mollis (Kaulf.) J. Sm.